# Антоній (Млодовський)
Антоні́й Млодо́вський-Струсь гербу Корчак (іноді Антін або Антонін, світське ім'я Адам; пол. Antoni Adam Młodowski (Młodowski-Struś); 15 серпня 1724, Волинь ― 12 липня 1778, Купичів, нині Ковельський район Волинська область) ― греко-католицький церковний діяч Речі Посполитої, василіянин, єпископ Володимирський і Берестейський Руської унійної церкви, архимандрит Полоцького Борисо-Глібського (1751―1760) та Супрасльського (1760―1778) монастирів.

## Життєпис

### Навчання та діяльність у Василіянському чині
Народився на Волині в шляхетській родині римо-католицького обряду. Син Станіслава гербу Корчак з титулом графським Мурделіо і родовим прізвиськом Струсь та Барбари Несторович. Після навчання у василіянській школі (мабуть, у Володимирі), змінив обряд на східний. По складанню вічних обітів у Василіянському чині, навчався в Папській Грецькій Колегії святого Атанасія в Римі (10 липня 1740 ― 1743). 1747 — висвячений на священика. 1749 виконував обов'язки префекта школи в Жировичах. 1751―1762 рр. був генеральним вікарієм Київського митрополита Флоріяна Гребницького. 1751 р. отримав Полоцьку архимандрію св. Бориса і Гліба; 30 жовтня 1758 був номінований помічником із правом наступництва (коад'ютором) єпископа Пінського і Турівського, а 1760 отримав право на Супрасльську архимандрію.

### Єпископське служіння

Корчак — герб роду Млодовських-Струсів

24 липня 1761 отримав єпископську хіротонію на титулярного єпископа Турівського, а 1 вересня 1764 був номінований помічником з правом наступництва (коад'ютором) на Володимирську і Берестейську єпархію. 25 травня 1765 отримав титул єпископа Берестейського. 20 грудня 1767 р. митрополит Пилип Володкович призначив Млодовського генеральним адміністратором Володимирсько-Берестейської єпархії. 28 серпня 1768 згідно з рескриптом папи Климента ХІІІ, отримав уряд в єпархії як апостольський адміністратор, що викликало протест Володковича, який папським декретом Климента XIV від 2 квітня 1770 відзискав повне управління єпархією. По численних суперечках 1772 вдалося дійти згоди (потверджена Апостольським престолом 1773 р.), яка повертала Млодовському повну юрисдикцію у Володимирсько-Берестейській єпархії. Організував Володимирську кафедральну капітулу, відновив капітулу Берестейську (1775) і старався про їх канонічне потвердження в Апостольській столиці, що, однак, йому не вдалося завершити. По смерті митрополита Володковича (12 лютого 1778) став єпархом Володимира і Берестя.
Помер 12 липня 1778 р. в резиденції володимирських єпископів у с. Купичів біля Володимира. Похований в Володимирі в катедральному соборі.

### Писання
Млодовському помилково приписували авторство твору «Philisophia peripatetica ex graeca divi Ioannis Damasceni Basiliani» (Супрасль 1749), який написав Атанасій Марцінкевич. Млодовський був хіба що автором доданої до твору присвяти віленському єпископові Юзефові Станіславові Сапезі.
1 липня 1769 датований один із його пастирських листів («List Pasterski Adama Antoniego Młodowskiego biskupa…»).